# Браневски окръг
Браневски окръг (на полски: Powiat braniewski) е окръг в Североизточна Полша, Варминско-Мазурско войводство. Заема площ от 1201,65 км2. Административен център е град Бранево.

## География
Окръгът обхваща земи от историческите области Вармия, Натангия и Погезания. Разположен е в северозападната част на войводството.

## Население
Населението на окръга възлиза на 43 276 души(2012 г.). Гъстотата е 36 души/км2.

## Административно деление
Административно окръгът е разделен на 7 общини.
Градска община:
Бранево
Градско-селски общини:
- Община Пененжно
- Община Фромборк

Селски общини:
- Община Бранево
- Община Вилчента
- Община Лелково
- Община Плоскиня

## Галерия
- Бранево
- Пененжно
- Фромборк